# Kristian Henriksen
Kristian „Svarten” Henriksen (Ski, 1911. március 3. – 2004. február 8.) norvég labdarúgó-szélső, edző.